# ENGI

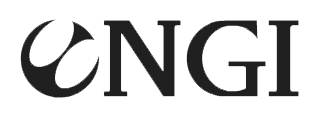
ENGI Studio Logo

ENGI Co., Ltd. (japonês: 株式会社エンギ, Hepburn: Kabushiki-gaisha Enji), também conhecido como ENtertainment Graphic Innovation ou Studio ENGI, é um estúdio de animação japonês e também um empreendimento conjunto fundado pela Kadokawa Corporation, Sammy Corporation e Ultra Super Pictures, em abril de 2018.

## História
No dia 4 de abril de 2018, Kadokawa fundou o estúdio ENGI, enquanto a Sammy e Ultra Super Pictures investiram na empresa também. Ele começou a operar em 1 de junho de 2018. O estúdio ésta localizado em Suginami, Tóquio. O ex-diretor representante da Qtec, Tohru Kajio, está atuando como diretor representante da nova empresa. Os membros do conselho incluem Hiroshi Horiuchi e Takeshi Kikuchi da Kadokawa, Shunichi Okabe da subsidiária da Kadokawa Glovision e Kenichi Tokumura da Sammy.
ENGI é um estúdio de animação que trabalha principalmente na indústria de anime para seus acionistas Kadokawa, Sammy e Ultra Super Pictures, incluindo, mas não se limitando a, produções de TV, animações de jogos, animações de Pachinko e filmes teatrais. O estúdio é responsável pela segunda temporada de Kantai Collection, e está trabalhando na próxima série de quadrinhos animada Okamoto Kitchen.
Em 25 de março de 2020, foi anunciado que a ENGI abriu seu segundo estúdio em Kurashiki, Okayama.

## Séries de TV
- Hataage Kemono Michi (2019)
- Uzaki-chan wa Asobitai! (2020)
- Novo projeto Kentai Colletion (ASA)